# Natalja Bondartjuk
Natalja Bondartjuk (russisk: Наталья Серге́евна Бондарчу́к) (født 10. maj 1950 i Moskva i Sovjetunionen) er en sovjetisk filminstruktør, skuespillerinde og manuskriptforfatter.

## Filmografi i udvalg

### Som instruktør
- Detstvo Bembi (Детство Бемби, 1985)[1][2]
- Pusjkin: Poslednjaja duel (Пушкин. Последняя дуэль, 2006)

### Som skuespiller
- Vasilij i Vasilisa (da.: Vasilij og Vasilisa, 1981)